# Ringo Starr & His All Starr Band Live 2006
Ringo Starr & His All Starr Band Live 2006 — концертный альбом Ринго Старра и его All-Starr Band, выпущенный 7 июля 2008 лейблом Koch Records.
Концерт, записи с которого вошли в альбом, состоялся во время тура All-Starr Band 16 июля 2006 на Mohegan Sun Arena в Uncasville (район города Montville, штат Коннектикут, США). Кроме Старра, звёздами All-Starr Band на этот раз стали Билли Сквайер, Edgar Winter, Hamish Stuart, Ричард Маркс, Rod Argent (из The Zombies) и Sheila E.
Тур All-Starr Band 2006 года примечателен тем, что перед ним произошёл разрыв личных и профессиональных отношений между Ринго Старром и его партнёром по музыкальной работе на протяжении долгого времени Марком Хадсоном, который отказался от участия в туре, вместо этого отправившись в качестве звукорежиссёра и музыкального продюсера делать телешоу The One: Making A Music Star (напряжённость между Хадсоном и Старром начала накапливаться раньше, во время работы над альбомом Liverpool 8 в 2006 году, в результате чего Хадсона как продюсера заменил тогда Дэйв Стюарт).
Есть также видеофильм об этом концерте Ringo Starr and His All Starr Band Live 2006, выпущенный на DVD 1 июля 2008.

## Список композиций
Ведущий вокал во всех песнях — Ринго Старр, кроме указанных особо.
| №   | Название                             | Автор(ы) | Ведущий вокал  | Длительность |
| --- | ------------------------------------ | --- | -------------- | ------------ |
| 1.  | «Introduction»                       | включает версии «With A Little Help From My Friends» (Леннон — Маккартни) и «It Don't Come Easy» (Ричард Старки) | All-Starr Band | 3:57         |
| 2.  | «What Goes On»                       | Леннон/Маккартни/Старки                                                                                          |                | 3:12         |
| 3.  | «Honey Don't»                        | Карл Перкинс |                | 2:35         |
| 4.  | «Everybody Wants You»                | Билли Сквайер | Билли Сквайер  | 5:20         |
| 5.  | «Free Ride»                          | Daniel Earl Hartman                                                                                              | Edgar Winter   | 4:40         |
| 6.  | «A Love Bizarre»                     | Принс/Sheila Escovedo                                                                                            | Sheila E.      | 4:24         |
| 7.  | «Don't Mean Nothing»                 | Ричард Маркс/Bruce Gaitsch                                                                                       | Ричард Маркс   | 5:09         |
| 8.  | «She's Not There»                    | Rod Argent | Rod Argent     | 4:17         |
| 9.  | «Yellow Submarine»                   | Леннон — Маккартни                                                                                               |                | 3:40         |
| 10. | «Frankenstein»                       | Edgar Winter | Edgar Winter   | 8:00         |
| 11. | «Photograph»                         | Старки/Харрисон                                                                                                  |                | 4:02         |
| 12. | «Should’ve Known Better»             | Ричард Маркс | Ричард Маркс   | 5:01         |
| 13. | «The Glamorous Life»                 | Принс | Sheila E.      | 3:02         |
| 14. | «I Wanna Be Your Man»                | Леннон — Маккартни                                                                                               |                | 3:26         |
| 15. | «Rock Me Tonite»                     | Билли Сквайер | Билли Сквайер  | 6:20         |
| 16. | «Hold Your Head Up»                  | Rod Argent/Chris White                                                                                           | Rod Argent     | 3:52         |
| 17. | «Act Naturally»                      | Voni Morrison/Johnny Russell                                                                                     |                | 3:00         |
| 18. | «With a Little Help from My Friends» | Леннон — Маккартни                                                                                               |                | 5:49         |

## Участники записи
- Ringo Starr — вокал, барабаны
- Richard Marx — вокал, гитара
- Billy Squier — вокал, гитара
- Edgar Winter — вокал, саксофон, клавишные
- Rod Argent — вокал, клавишные
- Sheila E. — вокал, барабаны
- Hamish Stuart — вокал, бас-гитара

### Технический персонал
- Микширование: Bruce Sugar
- Фотографии: Henry Diltz, Rob Shanahan